# Charles Euphrasie Bezanson-Perrier
 (2024).
Charles Euphrasie Bezanson-Perrier est un homme politique français né le 28 juillet 1745 à Reims (Marne) et décédé le 28 février 1811 au même lieu.
Cultivateur à Reims, il est député de la Marne de 1791 à 1792, siégeant dans la majorité.

## Sources
- « Charles Euphrasie Bezanson-Perrier », dans Adolphe Robert et Gaston Cougny, Dictionnaire des parlementaires français, Edgar Bourloton, 1889-1891 [détail de l’édition]